# Токарєвська сільська рада
То́карєвська сільська́ ра́да — адміністративно-територіальна одиниця та орган місцевого самоврядування в Кіровському районі Автономної Республіки Крим. Адміністративний центр — село Токарєве.

## Загальні відомості
- Населення ради: 2 212 особи (станом на 2001 рік)

## Населені пункти
Сільській раді підпорядковані населені пункти:
- с. Токарєве
- с. Шубине

## Склад ради
Рада складається з 16 депутатів та голови.
- Голова ради: Трошина Ірина Григорівна

### Керівний склад попередніх скликань
| Прізвище, ім'я, по батькові | Основні відомості                                                                     | Дата обрання | Дата звільнення |
| --------------------------- | ------------------------------------------------------------------------------------- | ------------ | --------------- |
| Власов Олександр Вікторович | Сільський голова, 1945 року народження, безпартійний                                  | 26.03.2006   | 31.10.2010      |
| Трошина Ірина Григорівна    | Сільський голова, 1963 року народження, освіта середня загальна, член Партії регіонів | 31.10.2010   |                 |

Примітка: таблиця складена за даними сайту Верховної Ради України

### Депутати
За результатами місцевих виборів 2010 року депутатами ради стали:

#### За суб'єктами висування
| Суб'єкт висування           | Кількість обраних депутатів | %    |
| --------------------------- | --------------------------- | ---- |
| Партія регіонів             | 14                          | 87,5 |
| Комуністична партія України | 1                           | 6,3  |
| Самовисування               | 1                           | 6,3  |

#### За округами
| № округу                    | Прізвище, ім'я, по батькові    | Дата визнання обраним | Освіта  | Партійна приналежність            | Відомості про обраного депутата                           |
| --------------------------- | ------------------------------ | --------------------- | ------- | --------------------------------- | --------------------------------------------------------- |
| Комуністична партія України |                                |                       |         |                                   |                                                           |
| 4                           | Бережняк Микола Іванович       | 02.11.2010            | середня | член Комуністичної партії України | пенсіонер                                                 |
| Партія регіонів             |                                |                       |         |                                   |                                                           |
| 1                           | Біліцкий Григорій Григорович   | 02.11.2010            | середня | член Партії регіонів              | Токаревська сільська рада, водій                          |
| 2                           | Заніна Ріта Анатоліївна        | 02.11.2010            | середня | член Партії регіонів              | Токаревська сільська рада, секретар                       |
| 3                           | Іслямов Шавкат                 | 02.11.2010            | вища    | член Партії регіонів              | КП ЖЕК-5 м. Феодосія, слюсар-сантехнік                    |
| 5                           | Воржева Наталя Олександрівна   | 02.11.2010            | вища    | член Партії регіонів              | магазин «ПП Щукіна И.», продавець                         |
| 6                           | Квачев Віктор Сергійович       | 02.11.2010            | середня | член Партії регіонів              | пенсіонер                                                 |
| 7                           | Костенко Микола Никифорович    | 15.11.2010            | вища    | член Партії регіонів              | пенсіонер                                                 |
| 8                           | Ібраімов Урустем               | 02.11.2010            | середня | член Партії регіонів              | тимчасово не працює                                       |
| 10                          | Супрунов Віктор Олексійович    | 02.11.2010            | середня | член Партії регіонів              | тимчасово не працює                                       |
| 11                          | Барикіна Марина Андріївна      | 02.11.2010            | вища    | член Партії регіонів              | Шубінський фельдшерсько-акушерський пункт, завідувачка    |
| 12                          | Грошин Андрій Володимирович    | 02.11.2010            | середня | член Партії регіонів              | тимчасово не працює                                       |
| 13                          | Вільгутська Світлана Сергіївна | 02.11.2010            | вища    | член Партії регіонів              | Кіровське районне споживче товариство, головний бухгалтер |
| 14                          | Срібняк Світлана Миколаївна    | 02.11.2010            | середня | член Партії регіонів              | тимчасово не працює                                       |
| 15                          | Севринова Ольга Миколаївна     | 02.11.2010            | середня | член Партії регіонів              | ПП «Трошина И. Г.», продавець                             |
| 16                          | Гарбузов Анатолій Миколайович  | 02.11.2010            | середня | член Партії регіонів              | «Кримзалізобетон», робітник                               |
| Самовисування               |                                |                       |         |                                   |                                                           |
| 9                           | Рогуліна Лариса Василівна      | 02.11.2010            | середня | позапартійна                      | тимчасово не працює                                       |